# Isobutylamin
Isobutylamin ist eine chemische Verbindung aus der Gruppe der aliphatischen Amine.
Es ist ein primäres Amin und eines der vier isomeren Amine (neben tert-Butylamin, n-Butylamin und sec-Butylamin) des Butans.

## Vorkommen
Isobutylamin kommt natürlich in einigen Algen und Pflanzen vor.

## Gewinnung und Darstellung
Isobutylamin kann durch Reaktion von Isobutyraldehyd mit Ammoniak in Gegenwart von Wasserstoff dargestellt werden.

## Eigenschaften

### Physikalische Eigenschaften
Isobutylamin ist eine farblose Flüssigkeit, die unter Normaldruck bei 66 °C siedet. Die Dampfdruckfunktion ergibt sich nach Antoine entsprechend log10(P) = A−(B/(T+C)) (P in Pa, T in K) mit A = 5,9, B = 1051 und C = −70 im Temperaturbereich von 248 bis 347 K.
Die wässrige Lösung von Isobutylamin reagiert stark alkalisch.

### Sicherheitstechnische Kenngrößen
Die Verbindung bildet leicht entzündliche Dampf-Luft-Gemische. Sie hat einen Flammpunkt von −13 °C. Der Explosionsbereich liegt zwischen 1,9 Vol.‑% (57 g/m3) als untere Explosionsgrenze (UEG) und 10,8 Vol.‑% (330 g/m3) als obere Explosionsgrenze (OEG). Die Grenzspaltweite wurde mit 1,15 mm bestimmt. Es resultiert damit eine Zuordnung in die Explosionsgruppe IIA.  Die Zündtemperatur beträgt 370 °C. Der Stoff fällt somit in die Temperaturklasse T2.

## Verwendung
Isobutylamin wird in geringem Umfang für organische Synthesen und in Insektiziden verwendet.

## Sicherheitshinweise
Mit nitrosierenden Agentien kann es zur Bildung krebserzeugender Stoffe kommen.